# Дългоклюн дъждосвирец
Дългоклюн дъждосвирец (Charadrius placidus) е вид птица от семейство Charadriidae.

## Разпространение
Видът е разпространен в Бутан, Виетнам, Индия, Китай, Лаос, Малайзия, Монголия, Мианмар, Непал, Русия, Северна Корея, Тайланд, Южна Корея и Япония.